# تختخواب
تختخواب، بِستَر یا بالین یکی از اسباب بزرگ در جایی از خانه است که برای خواب و به‌عنوان جای اصلی استراحت از آن استفاده می‌شود. در تعریف لغت‌نامه دهخدا، تختی است که بر آن تشک، لحاف و بالش گذاشته شده و برای خوابیدن استفاده می‌شود. در بسیاری از فرهنگ‌ها، تختخواب را مهم‌ترین وسیلهٔ خانه می‌دانند.

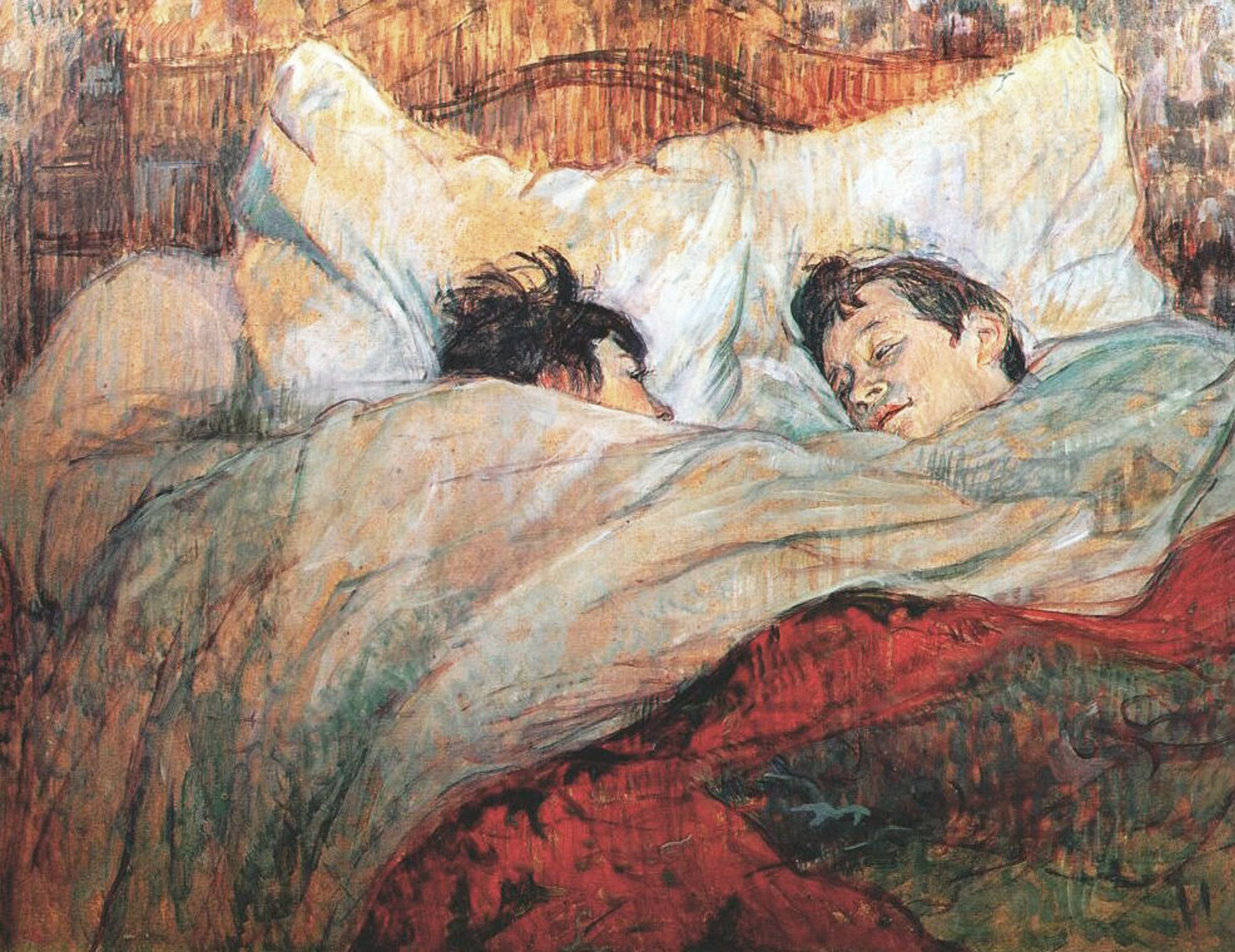
تختخواب، اثر تولوز لوترک (۱۸۹۳)

در تختخواب‌های امروزی، معمولاً از یک تشک که بر روی جعبه فنر قرار دارد استفاده می‌کنند. جعبه فنر، جعبه‌ای به اندازهٔ تشک است که در آن چوب و فنرهایی به‌کار رفته که امکان ارتجاع بیشتر را به تشک می‌دهد. این وسیله را روی قاب تخت (که تشک را از زمین فاصله می‌دهد) یا روی توفال‌هایی در اندازهٔ یک در چهار اینچی می‌گذارند.
برای راحتی بیشتر، بیشتر مردم یک بالش به زیر سر خود و در بالای تختخواب قرار می‌دهند. از پتو، روانداز یا لحاف نیز برای گرم شدن نیز استفاده می‌شود.
سالانه ۴۵۰ نفر بابت آسیب‌های سر و گردن ناشی از سقوط از تخت‌خواب کشته می‌شوند.

## پیشینه

### دوران پارینه‌سنگی
نخستین نشانه وجود چیزی مانند تشک به دوران پارینه‌سنگی و ۷۷ هزار سال پیش در غارهای در جنوب آفریقا بازمی‌گردد. انسان‌ها روی تشک‌های دست‌باف می‌خوابیدند. خوابیدن روی تشک، باعث می‌شد انسان‌ها کمی از زمین، فاصله داشته باشند و از حشرات و خزندگان در امان بمانند. همچنین چون غذای خود را روی تشک می‌خوردند پس از مدتی چرب می‌شد و در این وضعیت از آن برای آتش افروختن استفاده می‌کردند.

### دوران نوسنگی
در چتل‌هویوک ترکیه امروزی ، نخستین شهر تاریخ بشر که پیشینه آن به دوران نوسنگی در ۱۰ هزار سال پیش بازمی‌گردد انسان‌ها روی سکوهای سنگی می‌خوابیدند. در سکونت‌گاه سِکارابِرای در جزایر اورکنی اسکاتلند که ۶ هزار سال پیشینه دارد ساکنان آن با روی هم قرار دادن تخته‌سنگ‌ها روی آنها تخت می‌ساختند. این سکوها به گونه‌ای، نخستین تختخواب بشر بودند.

### مصر باستان
در مصر باستان، پایه تختخواب‌های ثروتمندان به شکل پای جانوران، کنده‌کاری می‌شدند. برخلاف تختخواب‌های امروزی این تخت‌ها صاف نبودند. این تخت‌ها یا در وسط خود، برآمده بودند یا کمی به سمت پایین شیب داشتند تا پاها پایین‌تر از سر قرار بگیرند. برای همین، بیشتر آنها در پایین تخت، جای پایی داشتند تا از تخت سُر نخورند.

### رومی‌ها و یونانی‌ها
رومی‌ها و یونانی‌ها غذای خود را در تختخواب می‌خوردند. واژهٔ به پهلو دراز کشیدن در زبان انگلیسی (Lie down) از واژهٔ تختخواب در زبان یونانی (Κρεβάτι) آمده‌است.

### Sleep Tight
نخستین تخت‌های به شکل امروزی، پایه‌ها و قاب چوبی داشتند که وسط آنها توری از جنس طناب یا نخ بود. اما این طناب‌ها پس از مدتی کش می‌آمدند و تخت گود می‌شد و باید محکم می‌شدند. گزاره "Sleep Tight" در زبان انگلیسی از همین‌جا به وجود آمده‌است.

### سده‌های میانه
در سده‌های میانه در اروپا، بزرگ بودن تختخواب بزرگتر نشانه ثروت بیشتر و جایگاه بالاتر بود. پرآوازه‌ترین تختخواب از آن الیزابت یکم انگلستان بود که یازده نفر در آن جا می‌شدند. ساختار این تخت‌ها به گونه‌ای بود که بتوان آنها را برچید و برپا کرد. به این ترتیب ثروتمندان و پادشاهان می‌توانستند در هنگام سفرهای داخل یا خارج از کشور، تختخواب خود را همراه خود ببرند. ویلیام شکسپیر در وصیت‌نامه‌اش بهترین تختخواب خود را به همسرش بخشید.

### تخت‌های ستون‌دار
در سده ۱۴ (میلادی) و سده ۱۵ (میلادی) تخت‌های چهارستونه و پرده‌دار راهی برای نمایش موقعیت اجتماعی بودند. احتمالا چونکه فرد، ناچار بود مقدار زیادی پارچه‌های بسیار گران‌قیمت برای داشتن چنین تختخوابی استفاده کند. سقف سایه‌بان‌مانند این تخت‌ها «طاق‌نما» نامیده می‌شد.

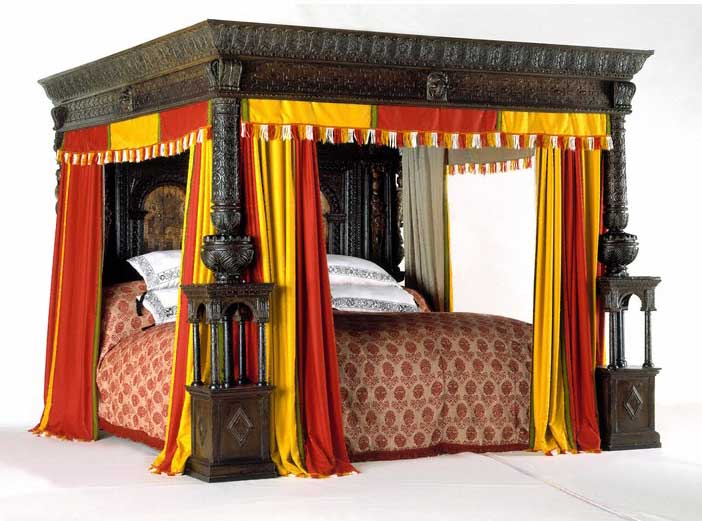
تخت چهارستونه و پرده‌دار

### دوران باروک
در فرهنگ سیاسی دوران باروک، این باور وجود داشت که قدرت هر کشور در وجود فیزیکی پادشاه و ملکه قرار دارد. پس هرچه قدر فردی به پادشاه و روابط خصوصی روزانهٔ آنها نزدیک‌تر می‌شد، بیشتر به آنها نزدیک می‌بود. لوئی چهاردهم فرانسه و چارلز دوم (انگلستان) نقش برجسته‌ای در رواج این فرهنگ داشتند. در کاخ ورسای، درباریان دعوت می‌شدند تا از خواب بیدار شدن پادشاه را تماشا کنند. واژه «تخت» و فعل «بر تخت نشستن» از همین فرهنگ فرمانروایی پادشاه، از روی تختخواب می‌آید.

### عصر روشنگری
در آغاز عصر روشنگری اروپا، مردم، مقدار زیاد و باورنکردنی زمان و پول برای تختخواب صرف می‌کردند. بنا بر جایگاه فرد، بین یک تا شش تشک بر روی یکدیگر قرار داده می‌شد و معمولا تختخواب و ملافه‌ها و ملزومات آن نزدیک یک سوم از دارایی‌های فرد را دربرمی‌گرفتند.

### تختخواب‌های فلزی
تا سده ۱۹ (میلادی) تقریباً همه تختخواب‌ها از چوب ساخته می‌شد. اما از سال ۱۸۶۰ (میلادی) که مردم به وجود میکروب‌ها پی بردند قاب‌های چوبی تخت‌ها (که می‌توانست جای زندگی حشراتی مانند شپش، کنه، یا ساس باشد) جای خود را به قاب‌های فلزی دادند. ویژگی تختخواب‌های فلزی این بود که آسان‌تر تمیز می‌شدند و در نتیجه بهداشتی‌تر بودند. همچنین تشک‌های فنری ساخته شدند.

## اندازه
اندازه تختخواب در سراسر جهان به‌طور قابل توجهی گوناگون است، زیرا بیشتر کشورها دارای استانداردها و اصطلاحات خاص خود هستند. با این‌حال بیشتر گونه‌ها و مدل‌ها در سراسر جهان از نظر ظاهری به‌طور قابل توجهی نزدیک به‌هم هستند. امروزه تخت‌های دوطبقه فراگیر شده‌اند.

## باورها

### مسیحیت
مسیحیان باور داشتند که انسان در هنگام خواب، در برابر حملهٔ نیروهای فراطبیعی آسیب‌پذیرترند؛ زیرا نیروهای شیطانی در هنگام تاریکی به اوج قدرت خود می‌رسند. در انجیل نیز نمونه‌های بسیاری از افرادی آمده که در شب و در خواب کشته شده‌اند. برای همین در مسیحیت، آداب فراوانی برای رفتن به رختخواب و خوابیدن وجود دارد. علاوه بر خواندن دعای پیش از خواب، افراد طلسم‌ها و حلقه‌های ساخته شده از مرجان را به عنوان محافظ، با خود به تختخواب می‌بردند. حتی برخی دندان گرگ به گردن می‌آویختند. حتی با وجود خطر آشکار چافو، چاقوی فلزی، برخی بالای تخت نوزاد آویزان می‌کردند؛ زیرا فکر می‌کردند که فلز و آهن جلوی حمله نیروهای فراطبیعی را می‌گیرد.

### تخت خانوادگی
در طول تاریخ، همه اعضای خانواده در یک تخت‌خواب می‌خوابیدند. اما در دوره ویکتوریا کارشناسان بهداشت این باور را گسترش دادند که اعضای خانواده باید جداگانه بخوابند تا بزرگسالان انرژی جوانی و شادابی کودکان را در طول شب از آنها نگیرند.

## گونه‌ها
- تخت قابل تنظیم[۱]
- تشک بادی
- گهواره نوزاد (با تخت نوزاد اشتباه نشود)
- تخت (بستر) جعبه‌ای
- تخت فلزی (منظور تنها قاب تخت)
- تخت دوطبقه
- تخت اردوگاهی
- تخت روز (مورد استفاده در چین)
- فوتون (مورد استفاده در ژاپن)
- تخت سایبان‌دار
- تخت ستون‌دار
- ننو
- تخت بیمارستان
- تخت نوزاد (گهواره)
- تخت مورفی
- مبلمان تختخواب‌شو
- آسمانه تخت
- تخت زیرین
- تشک آبی
- سرویس خواب گرد